# الأقرن (المخادر)

تعديل مصدري - تعديل

الأقرن هي إحدى قرى عزلة الصفي بمديرية المخادر التابعة لمحافظة إب، بلغ تعداد سكانها 485 نسمة حسب تعداد اليمن لعام 2004.